# Моні (Іллінойс)
Моні (англ. Monee) — селище (англ. village) в США, в окрузі Вілл штату Іллінойс. Населення — 5148 осіб (2010).

## Географія
Моні розташоване за координатами 41°25′2″ пн. ш. 87°45′1″ зх. д. / 41.41722° пн. ш. 87.75028° зх. д. (41.417268, -87.750349). За даними Бюро перепису населення США в 2010 році селище мало площу 11,46 км², уся площа — суходіл.

## Демографія
Згідно з переписом 2010 року, у селищі мешкало 5148 осіб у 1990 домогосподарствах у складі 1379 родин. Густота населення становила 449 осіб/км². Було 2100 помешкань (183/км²).
Расовий склад населення:
| - 78,0 % — білих - 14,5 % — чорних або афроамериканців - 2,3 % — азіатів - 0,1 % — корінних американців - 2,8 % — осіб інших рас |

До двох чи більше рас належало 2,3 %. Частка іспаномовних становила 9,0 % від усіх жителів.
За віковим діапазоном населення розподілялося таким чином: 26,1 % — особи молодші 18 років, 58,9 % — особи у віці 18—64 років, 15,0 % — особи у віці 65 років та старші. Медіана віку мешканця становила 37,5 року. На 100 осіб жіночої статі у селищі припадало 98,3 чоловіків; на 100 жінок у віці від 18 років та старших — 94,3 чоловіків також старших 18 років.
Середній дохід на одне домашнє господарство становив 93 458 доларів США (медіана — 71 959), а середній дохід на одну сім'ю — 107 317 доларів (медіана — 75 602). Медіана доходів становила 66 892 долари для чоловіків та 56 674 долари для жінок. За межею бідності перебувало 3,2 % осіб, у тому числі 1,8 % дітей у віці до 18 років та 3,6 % осіб у віці 65 років та старших.
Цивільне працевлаштоване населення становило 2483 особи. Основні галузі зайнятості: освіта, охорона здоров'я та соціальна допомога — 25,2 %, роздрібна торгівля — 14,1 %, науковці, спеціалісти, менеджери — 13,5 %.